# Verdunkelter Adel
Man spricht von verdunkeltem Adel, wenn der Adel einer Familie nach mehr als zwei Generationen nicht mehr geführt wurde. Dabei konnte es vorkommen, dass er vergessen wurde. Bei Bekanntwerden  des ursprünglichen Adels konnte er nach Genehmigung wieder aufgenommen werden, wobei faktisch im Allgemeinen von den Adelsbehörden eine Bestätigung erlassen wurde.
Eine Anerkennung erfolgte in der Regel, wenn der Nachweis der väterlichen Abstammung erbracht werden konnte. So konnten verschiedene Mitglieder einer im 17. Jahrhundert entstandenen illigetimen Linie der von Hanstein im 19. Jahrhundert ihren Adel anerkennen lassen.